# Dunja, Videm
Dunja (furlansko Dogne, italijansko Dogna) je občina v nekdanji Videmski pokrajini v italijanski avtonomni deželi Furlaniji - Julijski krajini. Občina ima 154 prebivalcev. 

## Geografska lega
Vas se nahaja v goratem območju Železne doline v Furlaniji, kjer je najmanjša občina. Nad vasjo se na zahodu dviga gora Čuk (Zuc/Çuc dal Bôr) (2 195 m), na severu Vrh Dunje (Jôf di Dogna) (1 961 m) in na vzhodu Montaž.
Občina teritorialno obsega stoimensko dolino, ko kateri teče potok Dunja in se pri vasi, ki leži ob reki Beli v Železni dolini, izliva vanjo z vzhoda.  

## Prebivalci
Občino sestavljajo številni majhni zaselki, ki so radialno razpršeni okoli glavnega mesta; številni od teh zaselkov imajo ime »Chiout«, kar pomeni ograjen, zaščiten kraj (v furlanščini »Cjôt« dejansko pomeni svinjak).
- Borgo Goliz / Cju' Goliz
- Chiout / Cjôt (loc. Cjout)
- Chiout di Gus / Cju' di Gus (loc. Cju' di Gusj)
- Chiout di Martin / Cju' Martin
- Chiout di Puppe / Cju' di Pupe
- Chiout Pupin / Cju' Pupin
- Chiout Tassot / Cju' Tassot
- Chiout Zucuin / Cju Çucuin
- Coronis
- Costa Sacchetto / Cueste Sachet
- Gran Colle / Grancuel
- Mincigos / Mincigòs
- Plagnis
- Pleziche / Plezighe
- Prerit
- Saletto / Salet
- Vidali / Vidâi
- Visocco / Vissoc